# Ligidium kofoidi
Ligidium kofoidi là một loài chân đều trong họ Ligiidae. Loài này được Maloney miêu tả khoa học năm 1930.